# 東京メトロ17000系電車
東京メトロ17000系電車（とうきょうメトロ17000けいでんしゃ）は、東京地下鉄（東京メトロ）有楽町線・副都心線の通勤形電車。2021年（令和3年）2月21日より営業運転を開始した。

## 概要
老朽化した7000系の置き換えを目的に、2020年1月に10両編成（0番台）の第1編成が落成し、各種訓練の後2021年2月21日より営業運転を開始した。2021年（令和3年）度内に10両編成6本（60両）が出揃い、2022年（令和4年）度内に8両編成（80番台）の15本120両が出揃った。有楽町線では2006年9月以来の約14年半ぶり、副都心線では開業後初めての新型車両である。
2020年10月1日に日立製作所と共同でグッドデザイン賞を受賞した。東京メトロがこの賞を受賞したのは10000系、「銀座線リニューアル計画」に続き3回目となる。また、2022年5月26日に鉄道友の会よりローレル賞を受賞した。（18000系との同時受賞）

## 車両概説
外観は従来の7000系や10000系の特徴だった丸型のヘッドランプを継承しつつ、フロントマスクは丸みを帯び、これまでよりも優しい印象を持ったデザイン。車体のラインカラーは副都心線のブラウンをベースとし、有楽町線のラインカラーであるゴールドの細いラインが描かれている。
車内空間もラインカラーのゴールドとブラウンを基調として、つり革にブラウン、シートの背もたれにゴールドを使ったデザインとなっている。また、貫通引戸や袖仕切り、荷棚に透明な強化ガラスを採用することで車内の開放感を高めている。
東京メトロによると、17000系は7000系と比較すると、冷房能力の向上（48.9kW → 58.0kW）、座席幅を拡大（430 mm → 460 mm）するなど利用者の快適性を大幅に向上。さらに、全車両にフリースペースを設置、車両の床面高さを低減（1,200 mm → 1,140 mm）、ドア出入口下部をホーム側に約10°傾斜させるなど、車椅子やベビーカーの利用客に配慮した空間となっている。　
また、走行中の機器状態を総合指令所や車両メンテナンス担当部署から遠隔でモニタリングする、車両情報監視・分析システム（TIMA）を導入している。
なお、10両編成と8両編成は外観および内覧ともにほとんど違いはないものの、天井のレイアウト（ラインデリア整風板の形状）など若干の相違部分がある。
編成番号は2021年1月時点で在籍していた7000系が「01〜20」と「27〜34」を、10000系が「41〜76」を使用していたため、17000系においては0番台（10両編成）では7000系の廃車によって空き番となっていた「21〜26」を、80番台（8両編成）では「81〜95」を使用している（例えば、17101Fは和光第21編成、17195Fは和光第95編成）。

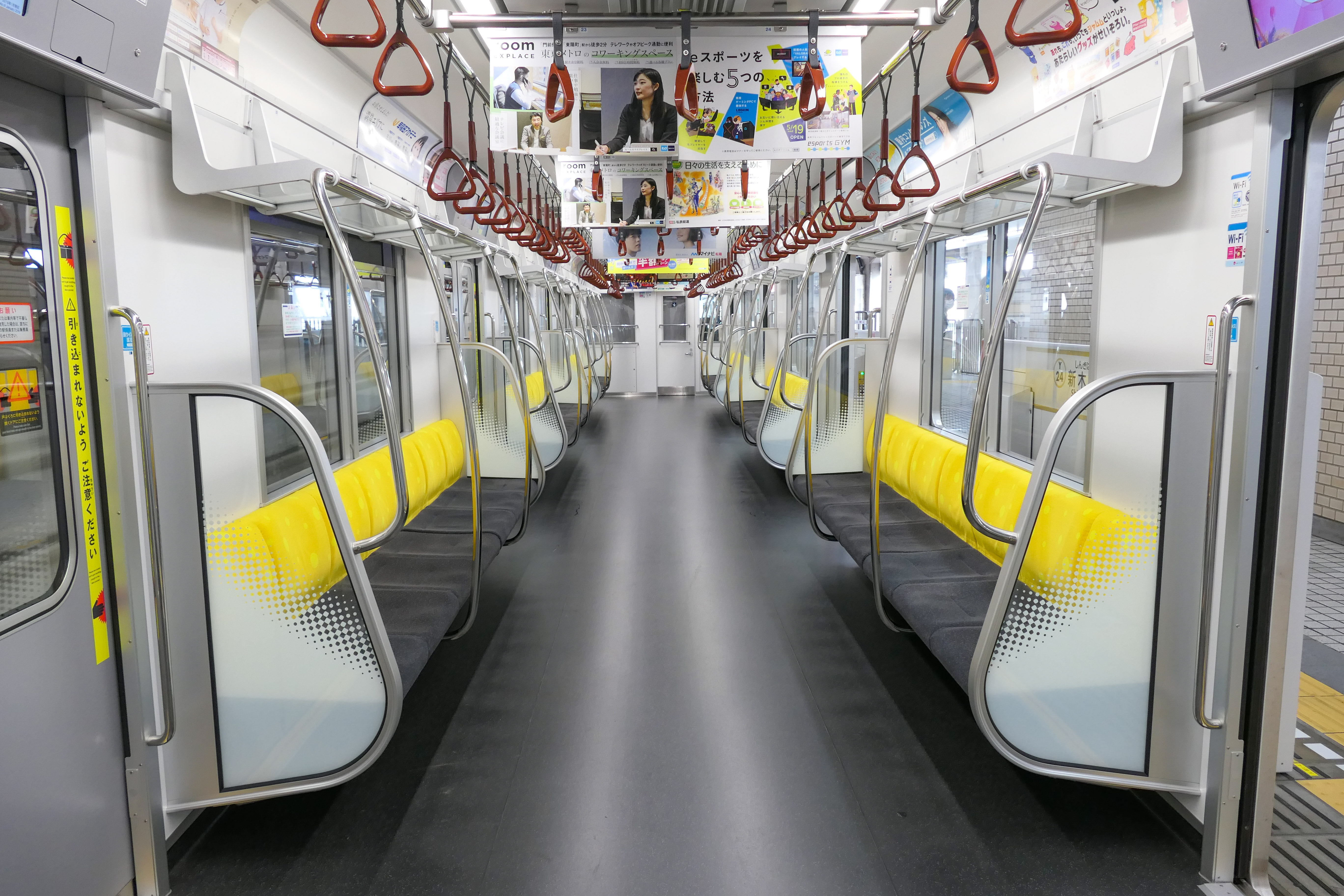
車内全景
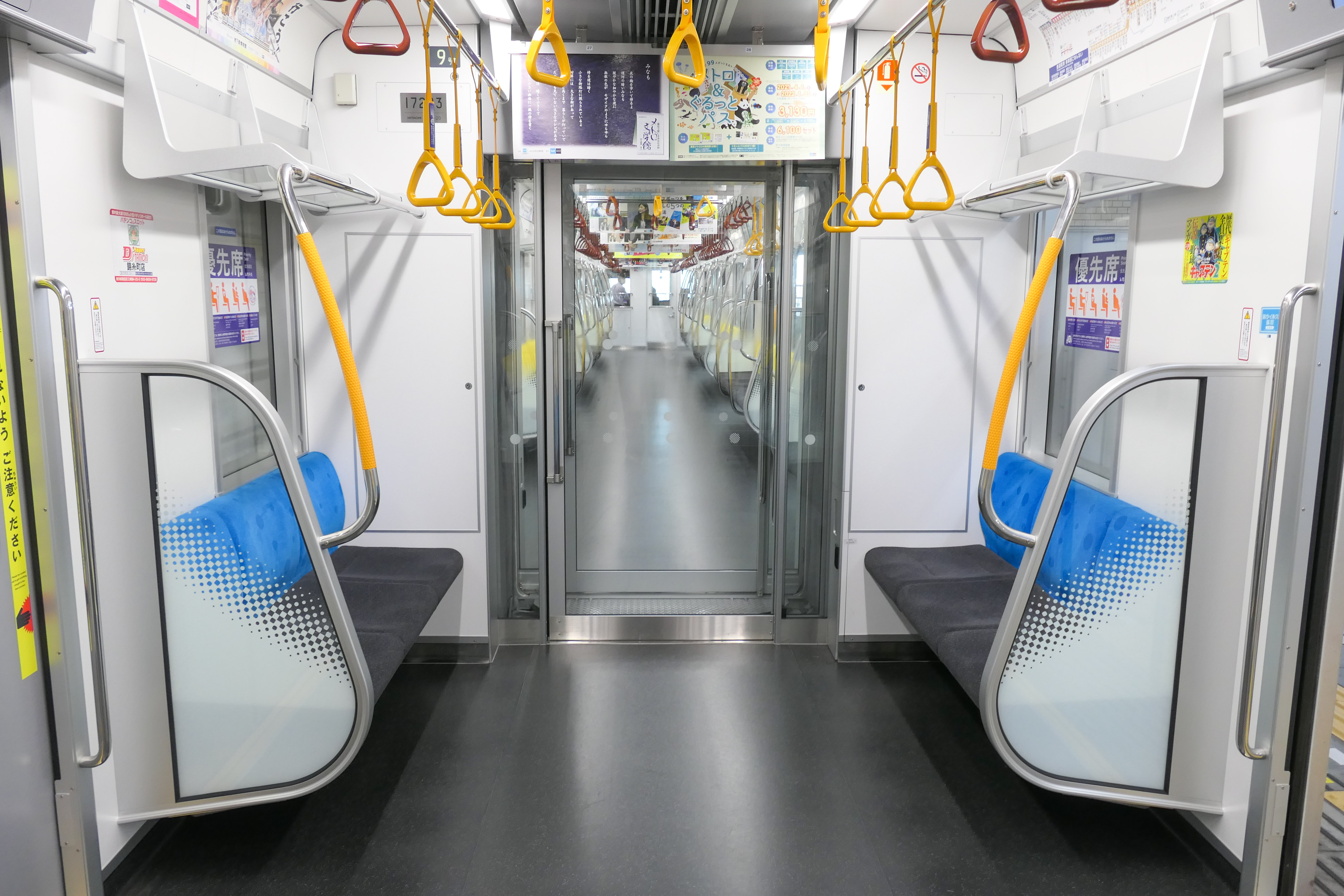
優先席
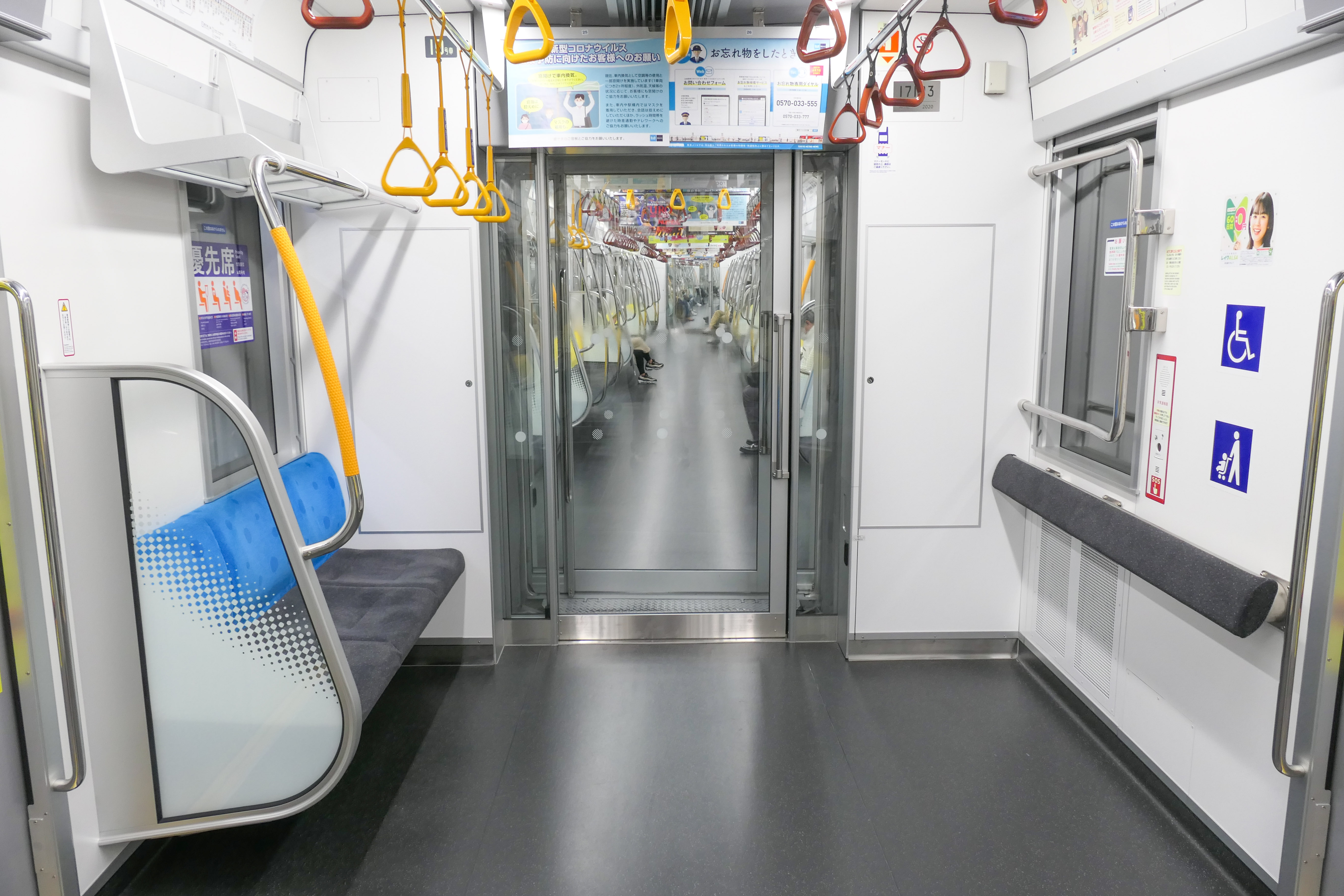
フリースペース
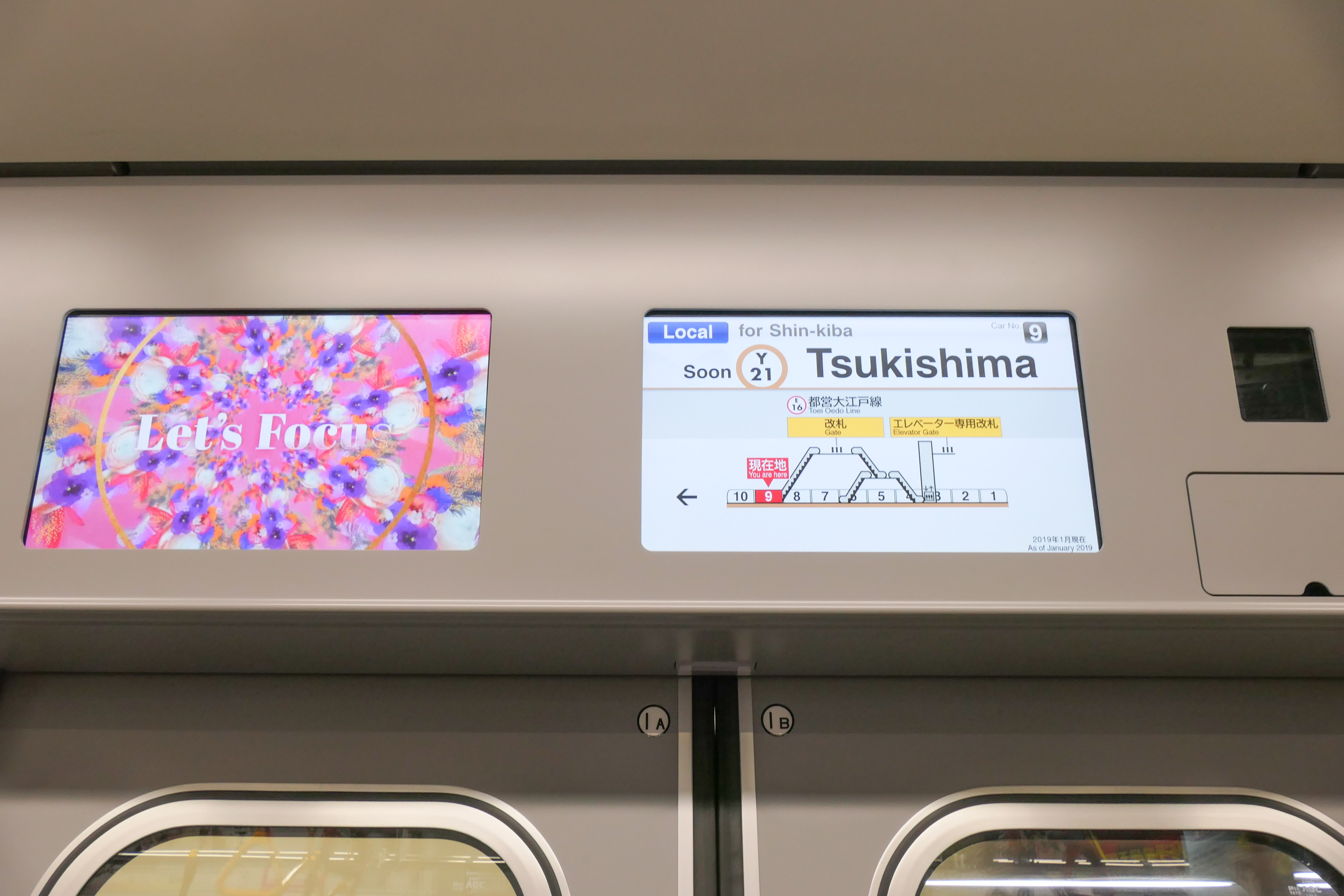
車内案内表示器

## 編成

### 編成表
10両編成
|               | ← 新木場・渋谷・元町・中華街和光市・小川町・飯能 → |                |                |                |                |                |                |                |                |                |
| 号車          | 10                                                 | 9              | 8              | 7              | 6              | 5              | 4              | 3              | 2              | 1              |
| 形式          | 17100形 (CT1)                                      | ＜ 17200形 (M) | 17300形 (T)    | ＜ 17400形 (M) | 17500形 (TC1)  | 17600形 (TC2)  | ＜ 17700形 (M) | 17800形 (T)    | ＜ 17900形 (M) | 17000形 (CT2)  |
| 搭載機器      |                                                    | VVVF           | CP,Bt          | VVVF           | SIV,CP         | SIV            | VVVF           | CP,Bt          | VVVF           |                |
| 動輪軸        | ○○ ○○                                              | ●● ●●          | ○○ ○○          | ●● ●●          | ○○ ○○          | ○○ ○○          | ●● ●●          | ○○ ○○          | ●● ●●          | ○○ ○○          |
| 自重          | 28.5t                                              | 32.6t          | 26.7t          | 32.8t          | 29.2t          | 28.2t          | 32.8t          | 26.7t          | 32.7t          | 28.5t          |
| 車内設備      | ♿︎                                                 | ♿︎.弱冷        | ♿︎             | ♿︎             | ♿︎             | ♿︎             | ♿︎             | ♿︎             | ♿︎             | ♿︎,女専        |
| 定員 （座席） | 143 (45)                                           | 154 (51)       | 154 (51)       | 154 (51)       | 154 (51)       | 154 (51)       | 154 (51)       | 154 (51)       | 154 (51)       | 143 (45)       |
| 車両番号      | 17101 ： 17106                                     | 17201 ： 17206 | 17301 ： 17306 | 17401 ： 17406 | 17501 ： 17506 | 17601 ： 17606 | 17701 ： 17706 | 17801 ： 17806 | 17901 ： 17906 | 17001 ： 17006 |

8両編成
|               | ← 渋谷・元町・中華街和光市・志木・飯能 → |                |                |                  |                  |                |                |                |
| 号車          | 8                                        | 7              | 6              | 5                | 4                | 3              | 2              | 1              |
| 形式          | 17100形 (CT1)                            | ＜ 17200形 (M) | 17300形 (T)    | ＜ 17400形 (Mc1) | ＜ 17700形 (Mc2) | 17800形 (T)    | ＜ 17900形 (M) | 17000形 (CT2)  |
| 搭載機器      |                                          | VVVF           | SIV,CP,Bt      | VVVF             | VVVF             | SIV,CP,Bt      | VVVF           |                |
| 動輪軸        | ○○ ○○                                    | ●● ●●          | ○○ ○○          | ●● ●●            | ●● ●●            | ○○ ○○          | ●● ●●          | ○○ ○○          |
| 自重          | 28.5t                                    | 32.6t          | 29.7t          | 32.8t            | 32.8t            | 29.7t          | 32.7t          | 28.5t          |
| 車内設備      | ♿︎                                       | ♿︎.弱冷        | ♿︎             | ♿︎               | ♿︎               | ♿︎             | ♿︎             | ♿︎,女専        |
| 定員 （座席） | 143 (45)                                 | 154 (51)       | 154 (51)       | 154 (51)         | 154 (51)         | 154 (51)       | 154 (51)       | 143 (45)       |
| 車両番号      | 17181 ： 17195                           | 17281 ： 17295 | 17381 ： 17395 | 17481 ： 17495   | 17781 ： 17795   | 17881 ： 17895 | 17981 ： 17995 | 17081 ： 17095 |

- 17306号車はPQモニタリング台車（FS580A）装着

凡例
- VVVF：主制御器（VVVFインバータ）
- SIV：補助電源装置（静止形インバータ）
- CP：空気圧縮機
- Bt：蓄電池
- ＜：集電装置（シングルアームパンタグラフ）
- ♿︎：車椅子・ベビーカースペース
- 弱冷：弱冷房車
- 女専：女性専用車